# Acer leucoderme
Acer leucoderme är en kinesträdsväxtart som beskrevs av John Kunkel Small. Acer leucoderme ingår i släktet lönnar, och familjen kinesträdsväxter. Inga underarter finns listade i Catalogue of Life.